# Insurrections en Syrie (2024-présent)
- Contrôlé par le Commandement des opérations militaires et la Chambre des opérations du Sud
- Contrôlé par l'Armée nationale syrienne et l'Armée turque
- Contrôlé par les groupes armés druzes
- Contrôlé par l'Armée des commandos de la révolution
- Contrôlé par les transfuges des Forces démocratiques syriennes
- Contrôlé par les Forces démocratiques syriennes et l'Armée américaine
- Contrôlé par l'Armée russe[note 1]
- territoires avec une présence d'insurgés pro-Assad
- Contrôlé par l'Armée américaine
- Contrôlé par l'Armée israélienne
- Incertain ou mixte

Invasion israélienne de la Syrie
Guerre froide au Moyen-Orient
Confrontations israélo-syriennes pendant la guerre civile syrienne
Conflit israélo-arabe
Après la guerre civile syrienne remportée par les rebelles, une insurrection éclate contre le gouvernement de transition syrien dirigé par Ahmed al-Charaa.

## Arrière-plan
Le 8 décembre 2024, coïncidant avec la chute du régime d'Assad, Israël a lancé une invasion dans le sud de la Syrie. Les forces israéliennes ont pris le contrôle de la zone tampon du plateau du Golan, s'emparant de Quneitra – la partie syrienne du mont Hermon – et des villes et villages environnants. Des frappes aériennes israéliennes ont ciblé des bases militaires syriennes. Depuis lors, Israël maintient une occupation militaire de la zone tampon.

## Insurrection d'ex-loyalistes et affrontements côtiers

### Préparations de l'insurrection
En mars 2025, d'anciens militaires de l'Armée arabe syrienne et des milices alaouites s'organisent pour lutter contre le nouveau régime islamiste sunnite. Le Conseil militaire pour la libération de la Syrie est formé par Ghiath Dalla. Miqdad Fatiha reforme la Brigade du Bouclier Côtier.
Miqdad Fatiha, le chef de la Brigade du bouclier côtier, a annoncé que son groupe, le Front de résistance islamique en Syrie et les Fantômes de l'Esprit des Forces de Résistance, coopéreraient contre le régime d'Ahmed al-Charaa et les « takfiristes ».
Mihraç Ural, le chef de la Résistance syrienne, a réussi à échapper à la capture par les forces du nouveau régime, il a accordé une interview en mars 2025, accusant la Russie d'avoir orchestré l'effondrement du régime d'Assad. Il a appelé les Alaouites et les Kurdes à combattre le gouvernement syrien de transition et a exprimé son soutien à la fédéralisation de la Syrie.
Le 21 avril 2025, Rami Makhlouf, cousin de Bachar al-Assad, a annoncé publiquement la création des forces d'élite,. Cette annonce intervient dans un contexte d'instabilité persistante dans la région côtière, suite à des massacres et des failles de sécurité signalés. Makhlouf a déclaré que la création des forces d'élite a été réalisée en collaboration avec Souheil al-Hassan, une figure militaire de premier plan autrefois affiliée aux unités d'élite de l'armée syrienne sous Assad.

### Affrontements
En mars 2025, la Résistance populaire syrienne, la Brigade du bouclier côtier, le Conseil militaire pour la libération de la Syrie ont affrontés les forces du gouvernement de transition syrien dans le gouvernorat de Lattaquié, menant des embuscades et se battant frontalement contre les forces du gouvernement syrien. Les assauts, lancés par des groupes militants assadistes fidèles aux commandants militaires baasistes Souheil al-Hassan, Ghiath Dalla et Miqdad Fatiha, ont visé des bâtiments gouvernementaux, des points de contrôle, des hôpitaux et des installations médicales, ainsi que des soldats de l'armée syrienne. Les néo-baasistes ont attaqués des forces de sécurité et des militaires à Lattaquié, Homs, Jablé et à Homs.

### Menaces contre Israël
En juin 2025, un homme cagoulé sous le pseudonyme Abou Jihad Rida, du Front de résistance islamique en Syrie, un groupe islamiste chiite allié des ex-baassistes, a menacé d'attaquer « tous les sionistes en Syrie et à l'extérieur ».

### Soutien extérieur de milices chiites
Des miliciens chiites irakiens des groupes des Forces du martyre du bouclier d'Abbas, la Kataib Sarkhat al-Quds et les Formations populaires Ya Ali ont menacés d'intervenir contre les américains en Syrie. Elles sont également hostiles envers le gouvernement de transition syrien. Les Formations populaires Ya Ali attaquent des immigrés syriens en Irak et « poursuivrait tous les Syriens qui soutiennent Jolani et les expulserait du pays ».

## Activité salafiste djihadiste
En mai 2025, l'État islamique a revendiqué sa première attaque depuis la chute d'Assad, visant un véhicule militaire dans la province de Soueïda. L'Observatoire syrien des droits de l'homme a fait état d'un soldat tué et de trois blessés par une mine terrestre télécommandée. En juin 2025, un attaquant affilié à Saraya Ansar al-Sunnah a tué 25 personnes et en a blessé 63 autres lors d'un attentat-suicide et d'une fusillade contre l'église grecque orthodoxe du prophète Élie, dans le quartier de Dweila à Damas, pendant les offices du dimanche,. Il s'agissait de la première attaque de ce type à Damas depuis le renversement du régime baasiste.

## Affrontements entre les druzes et le gouvernement
En juillet 2025, des affrontements armés ont éclaté entre groupes druzes et bédouins à Soueïda. Les forces gouvernementales syriennes sont intervenues et ont affronté les militants. L'OSDH a signalé des exécutions massives de civils druzes par les forces gouvernementales. Selon ce rapport, environ 300 Druzes ont été tués, dont 146 combattants et 154 civils, dont 83 ont été sommairement exécutés. En réponse, invoquant des préoccupations humanitaires et la minorité druze en Israël, l'armée de l'air israélienne a frappé des positions de chars syriens à Soueida, en guise d'avertissement au gouvernement syrien intérimaire. Le lendemain, l'aviation israélienne a bombardé des cibles à Damas, notamment le ministère de la Défense et des zones proches du palais présidentiel.